# دوور (پنسیلوانیا)
دوور (به انگلیسی: Dover) یک منطقهٔ مسکونی در ایالات متحده آمریکا است که در شهرستان یورک، پنسیلوانیا واقع شده‌است. دوور ۱٫۴۱ کیلومتر مربع مساحت و ۱٬۹۵۳ نفر جمعیت دارد و ۱۳۵٫۰۳ متر بالاتر از سطح دریا واقع شده‌است.